# Stig Backman (läkare)
Stig Vilhelm Backman, född den 12 juli 1916 i Eskilstuna, död den 17 maj 1987 i Lysekil, var en svensk läkare. Han var bror till Torsten Backman.
Backman avlade studentexamen i Lidingö 1936, medicine kandidatexamen i Stockholm 1939 och medicine licentiatexamen 1947. Han promoverades till medicine doktor 1957. Backman blev underläkare vid kirurgiska garnisonsavdelningen på Karolinska sjukhuset 1947, vid kirurgiska avdelningen och röntgenavdelningen på Stocksunds lasarett 1949, biträdande läkare vid röntgenavdelningen på Röda Korsets sjukhem 1953, vid Radiumhemmet 1955 och överläkare vid röntgenavdelningen på Lysekils lasarett 1958. Han publicerade skrifter i kirurgi och röntgendiagnostik.